# NGC 1072
NGC 1072 je galaksija u zviježđu Kit.

## Vanjske poveznice
- SEDS: NGC 1072